# Molophilus smithersi
Molophilus smithersi là một loài ruồi trong họ Limoniidae. Chúng phân bố ở miền Australasia.